# Tres Cantos Patín Club
El Tres Cantos Patín Club es un club español de hockey en línea de la ciudad de Tres Cantos, Comunidad de Madrid. Cuenta con sección masculina, que compite en la Liga Élite de hockey línea, y sección femenina que compite en la Liga Élite Femenina de hockey línea, ganándola en dos ocasiones, en 2019 y 2020.